# Unearth

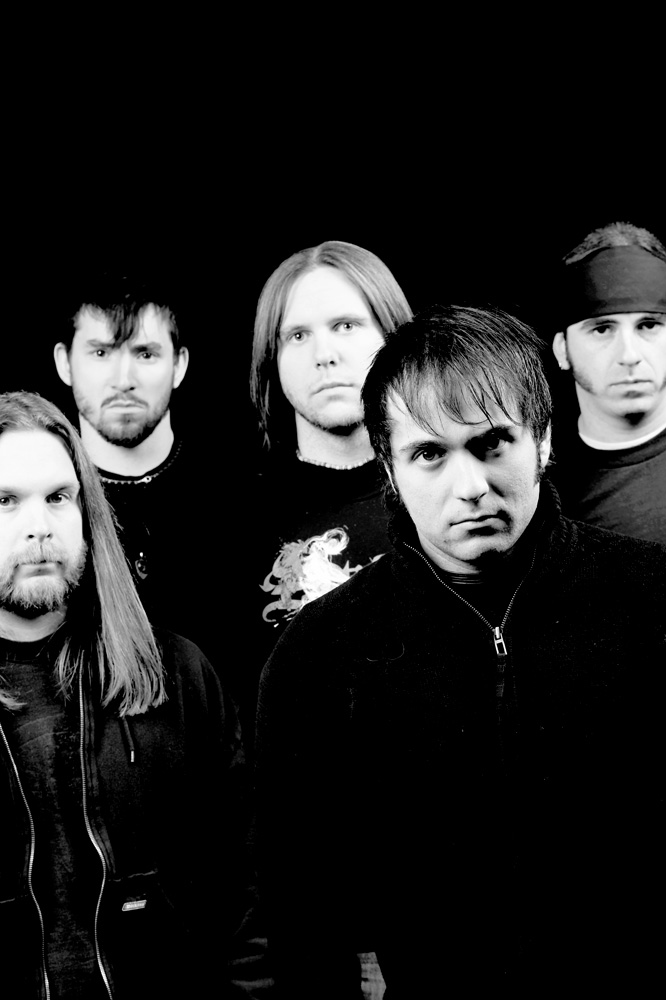
Unearth in 2006

Unearth is een metalcoreband uit Winthrop, Massachusetts gevormd in 1998. Ze heeft een contract bij Metal blade records.

## Artiesten
- Trevor Phipps - zang
- Buz McGrath - gitaar
- Ken Susi - gitaar
- John "Slo" Maggard - basgitaar
- Mike Justain - drums

## Vroegere leden
- Mike Rudberg - drums
- Chris "Rover" Rybicki - basgitaar

## Discografie
- 1999 - Above The Fall Of Men (ep)
- 2001 - The Stings Of Conscience
- 2002 - Endless (ep)
- 2004 - Unearth Sampler (Live In Long Island) (dvd)
- 2004 - The Oncoming Storm
- 2005 - Our Days Of Eulogy (best of/compilatie)
- 2006 - III: In The Eyes Of Fire
- 2008 - Alive From The Apocalypse (live-dvd + documentaire)
- 2008 - The March
- 2011 - Darkness In The Light
- 2014 - Watchers Of Rule
- 2018 - Extinction(s)

## Trivia
Enkele leden van Unearth, samen met Brian Fair van Shadows Fall, namen deel in een Mötley Crüe-coverband genaamd "Late Night Crue".